# Cempedak Lobang
Cempedak Lobang is een bestuurslaag in het regentschap Serdang Bedagai van de provincie Noord-Sumatra, Indonesië. Cempedak Lobang telt 5130 inwoners (volkstelling 2010).